# ناصر ملک‌محمدی نوری
ناصر ملک‌محمدی نوری (زادهٔ ۱۰ بهمن ۱۳۱۴ در تهران) نویسنده، مقاله‌نویس و روزنامه‌نگار عرصهٔ فرهنگ و ادب و مطبوعات ایران در چند دههٔ اخیر است. او که روزگاری سردبیر مجلهٔ صبح امروز و چند روزنامه و مجلهٔ دیگر بود، در حوالی سن ۲۷سالگی به ریاست سندیکای روزنامه‌نگاران انتخاب شد و چندی در این سمت و همچنین عضویت هیئت‌مدیره و نایب‌رئیس شرکت تعاونی و نایب‌رئیس صندوق اضطراری سندیکا بود.

## فهرست آثار
- مجموعه کتاب‌های کلام شفابخش
- بازنویسی کتاب نبرد پارت‌ها